# Pierino da Vinci
Pour les articles homonymes, voir Vinci.
Pierino da Vinci né vers 1530 à Anchiano et mort en 1553 à Pise est un sculpteur italien.
Il est le neveu de Léonard de Vinci.

## Biographie
Pierino da Vinci naît à Anchiano, près de Vinci, dans la maison familiale des Vinci. Son père Bartolomeo est le demi-frère de Léonard de Vinci (1452-1549). Sa mère provient du même village que la mère de Léonard. On a pu dire qu'il s'agissait d'une expérience[pas clair] visant à reproduire le talent de Léonard. 
Il fait son apprentissage  à Florence, chez Baccio Bandinelli puis Niccolo Tribolo, où il se spécialise dans les putti, comme le Putto pissatore d'Arezzo et les deux Putti du Victoria and Albert Museum de Londres. Il fait preuve d'un grand et précoce talent. Il trouve alors un mécène en la personne de Luca Martini. Il sculpte vers 1548 le Jeune fleuve (Paris, musée du  Louvre), sans doute son œuvre la plus célèbre. Luca Martini en fera don à Éléonore de Tolède, et la sculpture décorera les fontaines du palais Balzo de Naples. Le baron Basile de Schlichting le léguera au musée du Louvre à Paris en 1914. La pose suave du personnage se rapproche du style de Cellini, même si Pierino da Vinci affirme déjà sa propre personnalité. Son autre grande sculpture est le Samson et un Philistin du Palazzo Vecchio de Florence. À sa mort, Benedetto Varchi pourra se lamenter sur le sort funeste qui enlève « ô douleur, le deuxième Vinci ». Plus tard, certaines de ses œuvres seront attribuées par erreur à Michel-Ange. 
Un Portrait de jeune homme d'Agnolo Bronzino, exposé à la National Gallery (Londres), le représente peut-être.

Œuvres de Pierino da Vinci
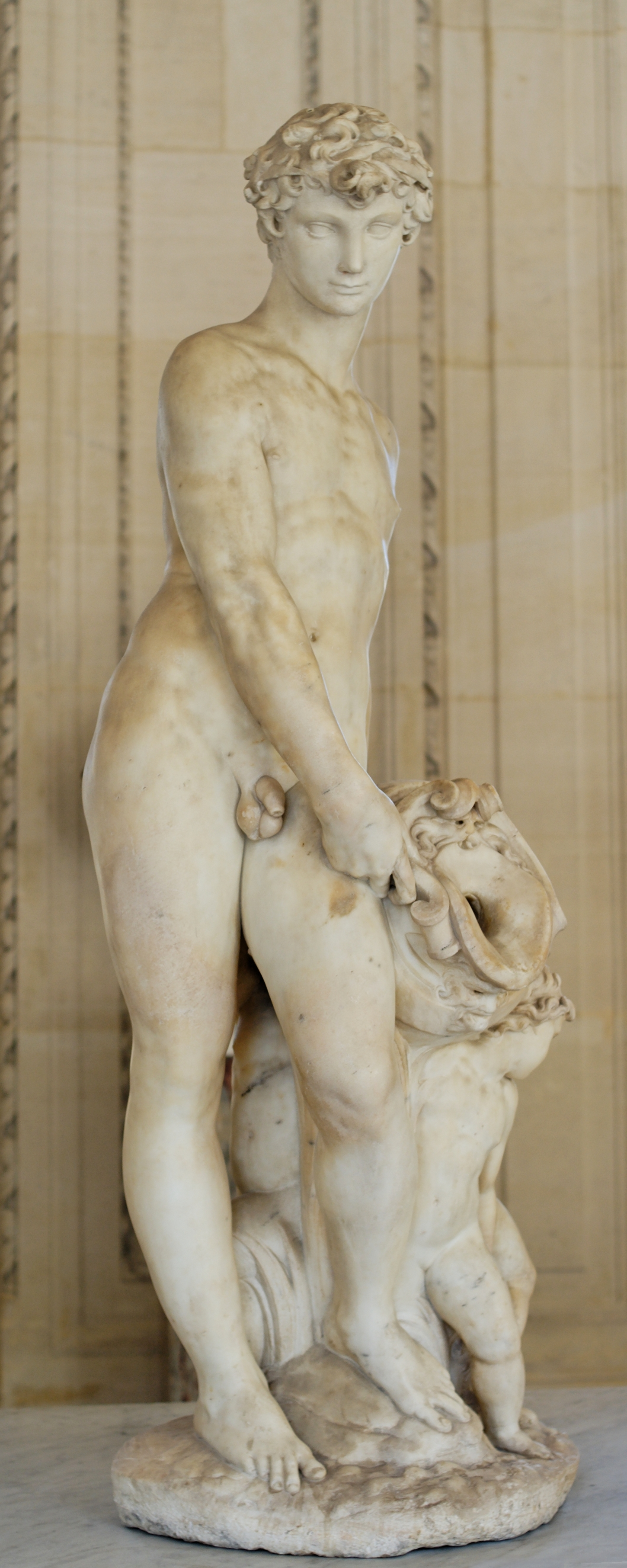
Jeune fleuve, vers 1548, Paris, musée du  Louvre.
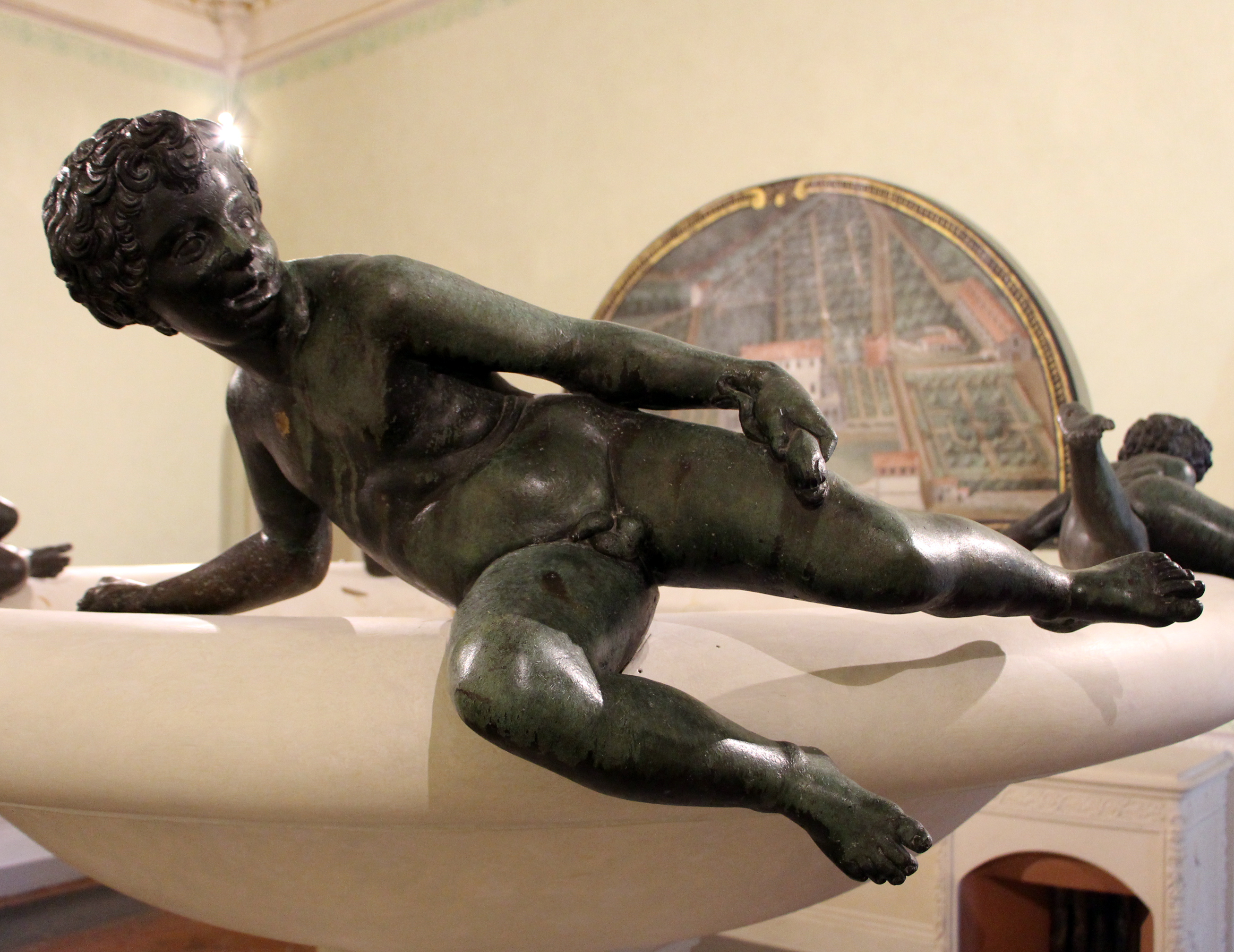
Putto du bassin de la fontaine d'Hercule, Florence, Villa Medicea La Petraia.
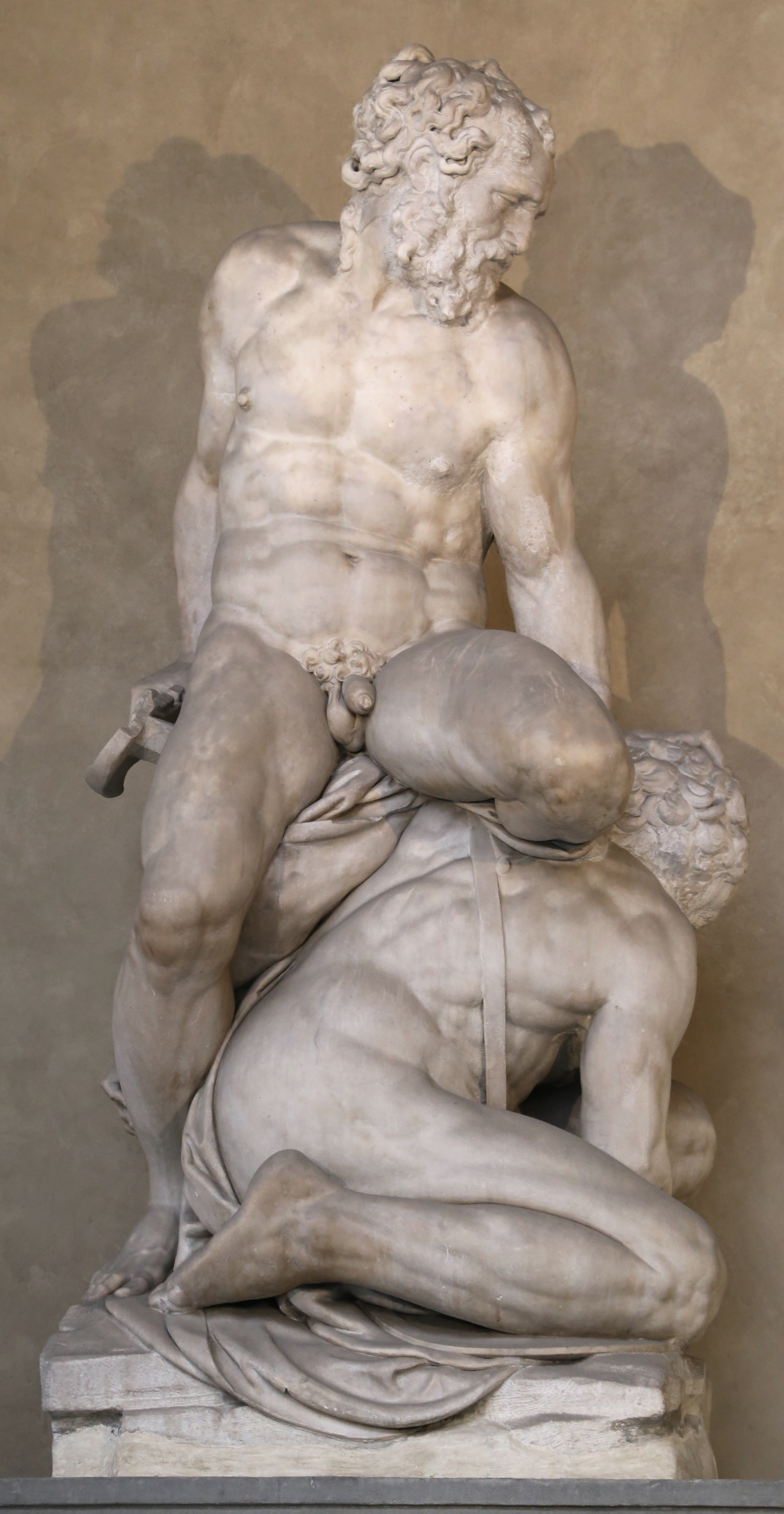
Samson et un Philistin, Florence, Palazzo Vecchio.